# Spariolenus megalopis
Spariolenus megalopis là một loài nhện trong họ Sparassidae.
Loài này thuộc chi Spariolenus. Spariolenus megalopis được Tord Tamerlan Teodor Thorell miêu tả năm 1891.